# Hungarobelba visnyai
Hungarobelba visnyai är en kvalsterart som först beskrevs av Balogh 1938.  Hungarobelba visnyai ingår i släktet Hungarobelba och familjen Hungarobelbidae. Inga underarter finns listade i Catalogue of Life.